# Dudley Moore
Dudley Stuart John Moore (Dagenham, 19 aprile 1935 – Plainfield, 27 marzo 2002) è stato un attore, comico e pianista britannico.

## Biografia

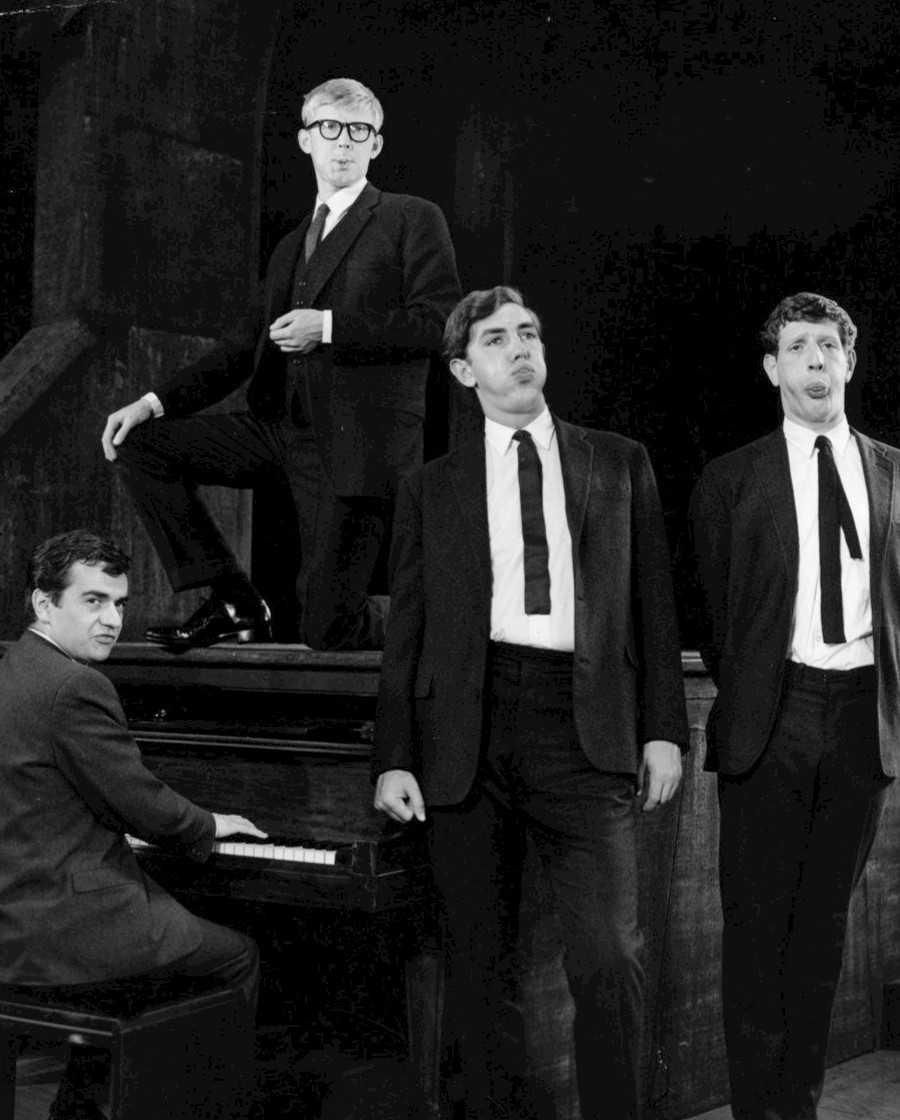
Dudley Moore con Alan Bennett, Peter Cook e Jonathan Miller sul palco della rivista Beyond the Fringe durante i primi anni sessanta

Nato da famiglia di condizioni modeste, Moore ebbe un'infanzia e un'adolescenza non facili, complice il complesso della bassa statura (1 metro e 59 centimetri), alla quale si aggiunse l'essere venuto al mondo con un piede deforme. Si laureò a Oxford nel 1958, mentre la sua carriera artistica cominciò alla metà degli anni sessanta con il film La cassa sbagliata (1966), nel quale recitò al fianco di Michael Caine.
Pianista di solida formazione classica, ebbe al suo attivo numerose registrazioni audio-video, anche di carattere didattico sulla musica classica e la strumentazione orchestrale. Tra i tanti sketch, quello in cui si produce nella parodia del pianista posseduto dallo spirito beethoveniano mentre esegue dal vivo una delle sue più celebri sonate (il tema è quello principale del film Il ponte sul fiume Kwai), che sembra non riuscire ossessivamente a concludere.
Messosi in luce per la sua vena comica, raggiunse la consacrazione internazionale quando il regista Blake Edwards gli affidò la parte di George Webber nella pellicola 10 (1979), al fianco di Bo Derek. Nel 1981 recitò con Liza Minnelli in Arturo, film grazie al quale ottenne la sua prima e unica candidatura all'Oscar quale miglior attore e nel quale suonò personalmente il pianoforte sul set. Nel 1983 prese parte al film Scherzi di cuore. Negli anni novanta fu testimonial di una linea di snack e lo spot venne trasmesso anche in Italia.
Sofferente della paralisi sopranucleare progressiva, una rara ed incurabile malattia degenerativa del cervello, morì nel New Jersey il 27 marzo del 2002, all'età di 66 anni, dopo aver rilasciato un'intervista all'emittente BBC, nella quale salutava i numerosi fan annunciando la propria imminente scomparsa.

## Vita privata
Si sposò quattro volte, con le attrici Suzy Kendall (1968-1972) e Tuesday Weld (1975-1980), con l'attrice e modella Brogan Lane (1988-1991) e infine con Nicole Rothschild (1994-1998). Negli ultimi anni si ritirò a vita privata nella sua casa di Londra.

## Filmografia parziale

### Attore

#### Cinema
- The Third Alibi, regia di Montgomery Tully (1961)
- The Hat, regia di Faith Hubley e John Hubley - cortometraggio (1964)
- Flatland, regia di Eric Martin - cortometraggio (1965)
- La cassa sbagliata (The Wrong Box), regia di Bryan Forbes (1966)
- Il mio amico il diavolo (Bedlazzed), regia di Stanley Donen (1967)
- 30 Is a Dangerous Age, Cynthia, regia di Joseph McGrath (1968)
- Quei temerari sulle loro pazze, scatenate, scalcinate carriole (Monte Carlo or Bust!), regia di Ken Annakin (1969)
- Mutazioni (The Bed Sitting Room), regia di Richard Lester (1969)
- Le avventure di Alice nel Paese delle Meraviglie (Alice's Adventures in Wonderland), regia di William Sterling (1972)
- Gioco sleale (Foul Play), regia di Colin Higgins (1978)
- Il cagnaccio dei Baskervilles (The Hound of the Baskervilles), regia di Paul Morrissey (1978)
- 10, regia di Blake Edwards (1979)
- Io, modestamente, Mosè (Wholly, Moses!), regia di Gary Weis (1980)
- Arturo (Arthur), regia di Steve Gordon (1981)
- Niki (Six Weeks), regia di Tony Bill (1982)
- Un incurabile romantico (Lovesick), regia di Marshall Brickman (1983)
- Scherzi di cuore (Romantic Comedy), regia di Arthur Hiller (1983)
- Un'adorabile infedele (Unfaithfully Yours), regia di Howard Zieff (1984)
- Micki e Maude (Micki & Maude), regia di Blake Edwards (1984)
- La miglior difesa è... la fuga (Best Defense), regia di Willard Huyck (1984)
- La storia di Babbo Natale (Santa Claus), regia di Jeannot Szwarc (1985)
- Tale padre tale figlio (Like Father Like Son), regia di Ron Daniel (1987)
- Arturo 2: On the Rocks (Arthur 2: On the Rocks), regia di Bud Yorkin (1988)
- Pubblifollia - A New York qualcuno impazzisce (Crazy People), regia di Tony Bill (1990)
- Tutta colpa del fattorino (Blame It on the Bellboy), regia di Mark Herman (1992)
- Buona fortuna, Mr. Stone (The Pickle), regia di Paul Mazursky (1993) - non accreditato
- The Disappearance of Kevin Johnson, regia di Francis Megahy (1996)

#### Televisione
- Chronicle - serie TV, 1 episodio (1964)
- Love Story - serie TV, episodio 3x15 (1965)
- Five More - serie TV, episodio 1x05 (1966)
- Film Review regia di Christopher Doll e Tony Staveacre - miniserie TV, episodio 1x13 (1968)
- World in Ferment - serie TV, episodio 1x01 (1969)
- A Weekend in the Country, regia di Martin Bergman - film TV (1996)

### Doppiatore
- Really Wild Animals - serie TV, 13 episodi (1993-1998)
- Oscar e le sette note perdute (Oscar's Orchestra) - serie TV, 38 episodi (1995)
- Mighty Kong - L'invincibile King Kong (The Mighty Kong), regia di Art Scott (1998)

## Programmi televisivi
- Orchestra! (1991) - co-condotto con Georg Solti

## Teatro
- Beyond the Fringe (1962-1964)

## Riconoscimenti (parziale)
- Premio Oscar
  - 1982 - Candidatura come Miglior attore protagonista per Arturo

- Golden Globe
  - 1980 - Candidatura come Miglior attore in un film commedia o musicale per 10
  - 1982 - Miglior attore in un film commedia o musicale per Arturo
  - 1985 - Miglior attore in un film commedia o musicale per Miki & Maude

## Doppiatori italiani
Nelle versioni in italiano dei suoi film, Dudley Moore è stato doppiato da:
- Massimo Giuliani in Arturo, Micki e Maude, Tale padre tale figlio, Arturo 2: On the rocks, Pubblifollia - A New York qualcuno impazzisce, Tutta colpa del fattorino
- Oreste Lionello in Le avventure di Alice nel Paese delle Meraviglie, Io, modestamente, Mosè, La storia di Babbo Natale - Santa Claus
- Stefano Satta Flores in 10
- Piero Tiberi in Scherzi di cuore
- Paolo Poiret in La miglior difesa è... la fuga

Nei ruoli in cui ha partecipato come doppiatore, in italiano è stato sostituito da:
- Claudio Moneta in Oscar e le sette note perdute